# Microbiota umano

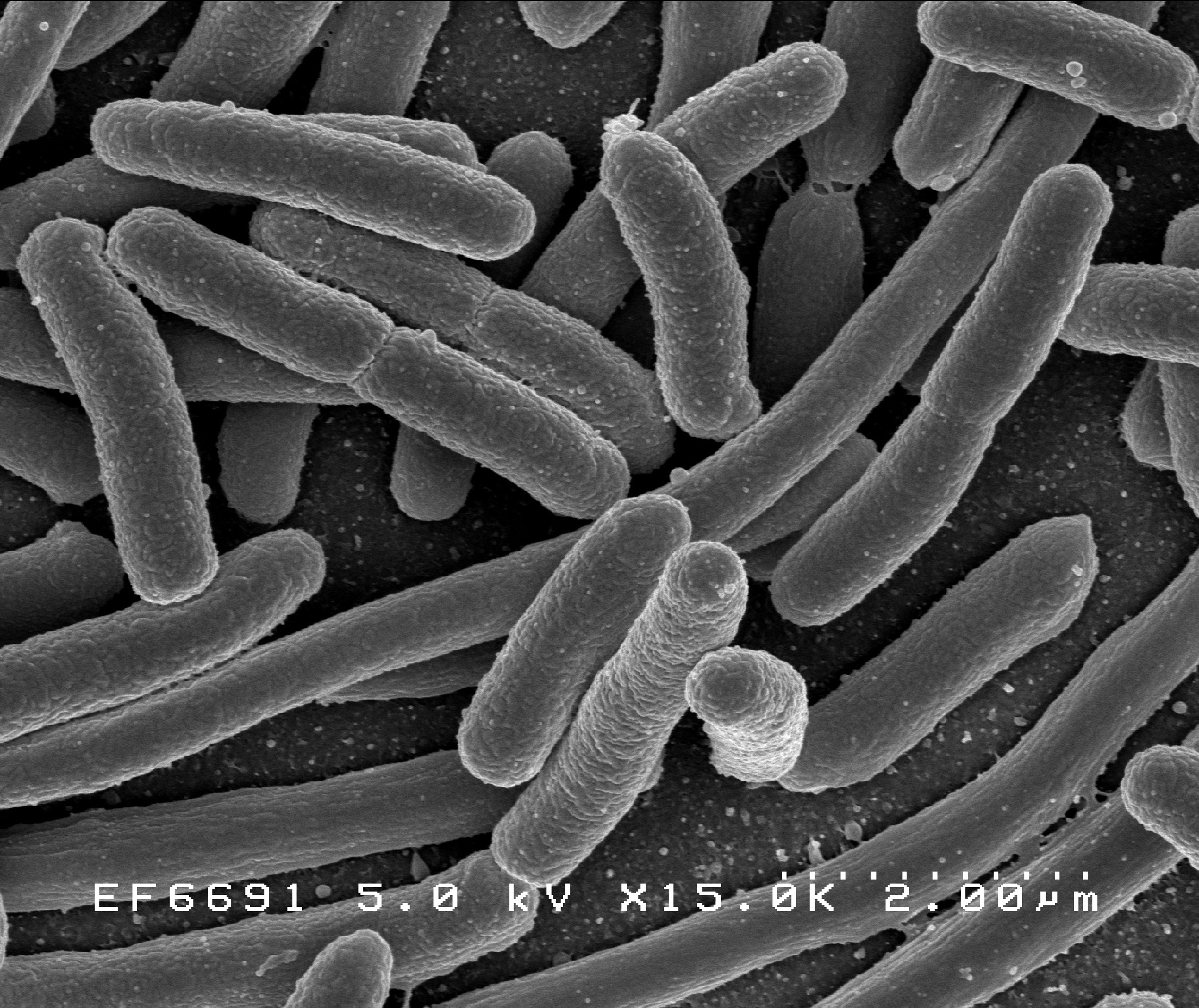
Escherichia coli, una delle numerose specie di batteri presenti nel microbiota umano

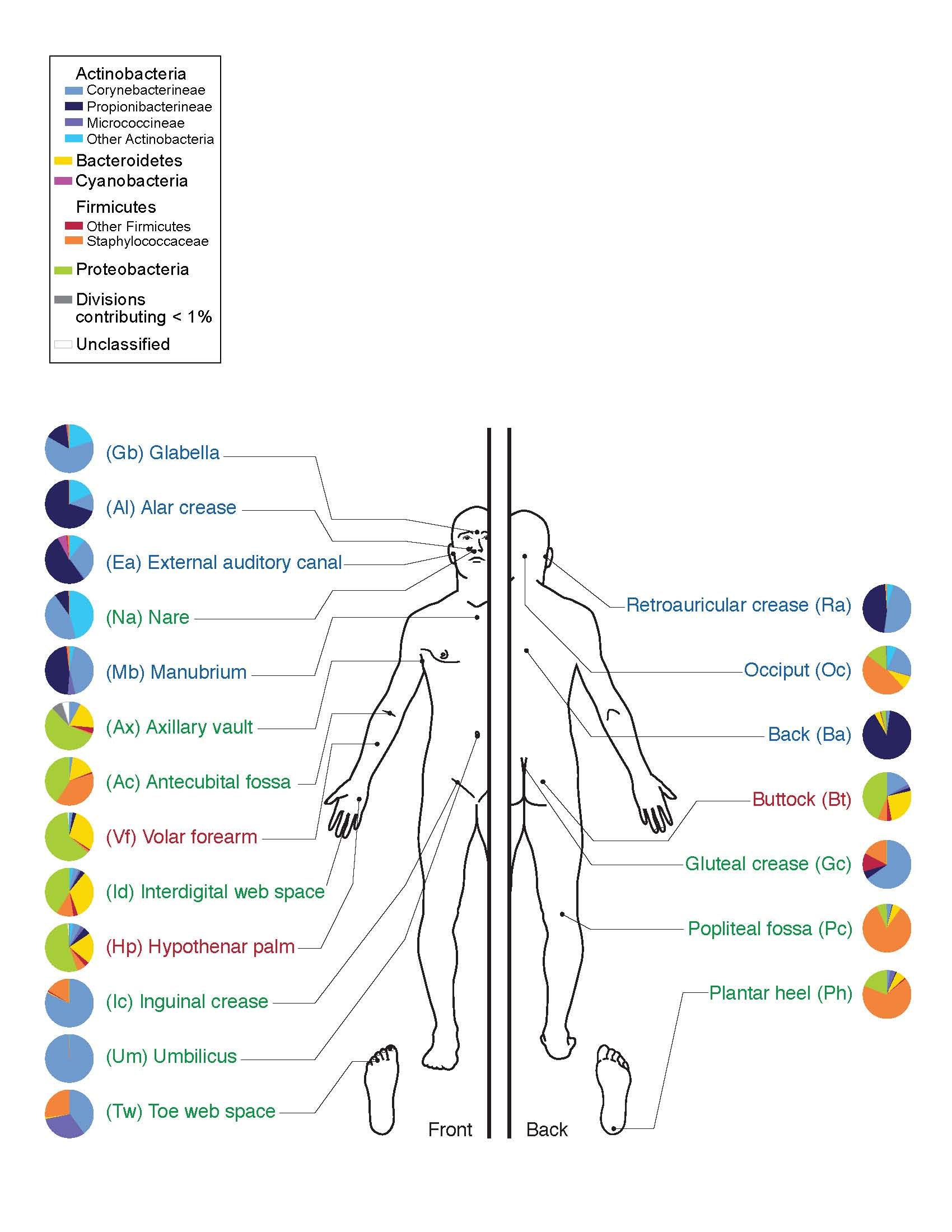
Illustrazione del corpo umano con i batteri predominanti nelle diverse parti del corpo

Il microbiota umano è l'insieme di microorganismi simbionti che convivono con l'organismo umano senza danneggiarlo.
Il microbiota umano è un buon esempio di mutualismo: cooperazione tra differenti tipologie di organismi che apporta un vantaggio a ognuna di esse. Con microbiota si intende l'insieme di microrganismi vero e proprio, mentre con il termine microbioma si fa riferimento al patrimonio genetico del microbiota.

## Microbiota intestinale
Fa parte del complesso microbiota umano. Il termine flora intestinale non è più in uso ed è considerato scorretto perché si tratta prevalentemente di batteri mentre il termine flora evoca piuttosto il regno vegetale nel quale, nei tempi passati, erano classificati i microrganismi intestinali. 

## Storia
Pioniere degli studi sui batteri intestinali fu Arthur Isaac Kendall.

## Descrizione
Negli esseri umani si trovano tra le 500 e 10 000 000 specie differenti di microorganismi, i più numerosi dei quali sono batteri, ma anche in misura inferiore miceti e virus. Tra i batteri la maggioranza è anaerobica, più o meno stretta o facoltativa (molti sopravvivono in assenza di ossigeno e alcuni ne tollerano la presenza). Il batterio intestinale più conosciuto nell'uomo è l'Escherichia coli. Il microbiota umano si sviluppa nel corso dei primi giorni di vita e sopravvive, salvo in caso di malattie, sorprendentemente a lungo.
Ogni individuo possiede il suo proprio microbiota, i ricercatori dell'INRA hanno messo in evidenza l'esistenza di un piccolo numero di specie condivise da tutti che costituirebbero il nucleo filogenetico del microbiota intestinale umano.
Il numero di geni totale del microbiota è stimato essere 100 volte il numero di geni del genoma umano.
Un'importante funzione del microbiota umano è la disgregazione delle sostanze che il nostro sistema non è in grado di smantellare, come le cartilagini e le molecole di cellulosa. Un'altra funzione importante è la sintesi di sostanze indispensabili, ad esempio la vitamina K, che svolge un ruolo essenziale nella coagulazione del sangue. In rari casi, può capitare che il microbiota intestinale del neonato non sia ancora in grado di produrre la vitamina K e quindi, in via precauzionale, ogni neonato ne riceve un'iniezione intramuscolare.
Le feci umane sono composte in gran parte da batteri intestinali e, nei casi di disordine del microbiota, ovvero disbiosi, sono praticati i trapianti di feci.
Alcuni ricercatori affermano che questo microbiota dovrebbe essere considerato come un organo vero e proprio: "Il microbiota può essere considerato come un organo metabolico squisitamente convertito alla nostra fisiologia che svolge funzioni che non siamo in grado di svolgere altrimenti. Tali funzioni includono la capacità di assimilare componenti altrimenti indigeribili della nostra dieta, come i polisaccaridi vegetali."

### Genesi nel tratto digerente
Alla nascita il tratto digerente dei neonati è completamente sterile e viene colonizzato immediatamente, a partire dal parto, dai microorganismi con cui viene in contatto provenienti dal tratto riproduttivo e fecale della madre; successivamente i batteri provengono dall'allattamento, dall'ambiente, e infine dai cibi che nel tempo ingerirà. I tratti digerenti di neonati partoriti con cesareo vengono colonizzati inizialmente da batteri presenti nell'ambiente, non venendo in contatto con quelli della madre, e similmente i neonati non allattati naturalmente saranno maggiormente colonizzati da batteri ambientali piuttosto che di derivazione umana. La differenza principale tra questi iter è che la stabilizzazione (100 miliardi di batteri per grammo di feci) del microbiota dei neonati naturali avviene dopo un mese e viene composto maggiormente da Bifidobacteria, mentre nelle altre circostanze non si stabilizza per almeno 6 mesi e viene composto prevalentemente da Enterobacteriaceae ed Enterococchi.

### Composizione
Delle parecchie centinaia di specie batteriche presenti nel microbiota, che sono variabili tra le popolazioni, ma anche tra gli individui delle stesse etnie a causa delle diverse attitudini alimentari e del diverso corredo genetico, alcuni ceppi batterici sono comuni alla maggioranza dell'umanità; l'80% dei batteri provoca la fermentazione (come Lactobacillus e Bifidobacteria) e il restante 20% provoca la putrefazione dei resti (come Escherichia, Bacteroides, Eubacteria, Clostridium); molti di questi batteri sono utili o innocui come costituenti del microbiota umano in equilibrio di eubiosi, ma presi singolarmente possono essere pericolosissimi o mortali in altri ambiti. Tra i componenti del microbiota umano si elencano:
- Acinetobacter calcoaceticus (commensale)
- Alcaligenes faecalis (commensale)
- Anaerobiospirillum (commensale)
- Bacteroides fragilis (patogenico)
- Bifidobacteria breve (probiotico)
- Bifidobacteria infantis (probiotico)
- Bifidobacteria longum (probiotico)
- Candida albicans (commensale/patogenico)
- Clostridium (patogenico)
- Enterococcus faecium (patogenico)
- Enterococcus faecalis (commensale)
- Eubacterium nodatum (patogenico)
- Escherichia coli Nissle 1917 (probiotico)
- Fusobacterium (patogenico)
- Lactobacillus acidophilus (probiotico)
- Lactobacillus casei (probiotico)
- Lactobacillus delbrueckii (probiotico)
- Lactobacillus plantarum (probiotico)
- Peptococcus (patogenico)
- Peptostreptococcus (patogenico)
- Plesiomonas shigelloides (patogenico)
- Porphyromonas gingivalis (patogenico)
- Ruminococcus (patogenico)
- Staphylococcus faecium (commensale)
- Streptococcus salivarius thermophilus (commensale)

### Funzione
Il microbiota umano compete con i batteri non simbiotici che si potrebbero replicare nei vari distretti del corpo.

## Costituenti del microbiota

### Probiotici e esempi di alimenti
Vengono definiti probiotici (termine che significa: in favore della vita), la definizione di consenso di probiotico secondo la ISAPP è: «microrganismi vivi che, se somministrati in quantità adeguate, conferiscono un beneficio per la salute all'ospite». Nuove scoperte hanno dimostrato l'importanza del microbiota nel corpo umano; esiste una tecnica terapeutica per la quale il microbiota viene trapiantato nel paziente. L'OMS ha proposto una definizione molto precisa di probiotico: "un probiotico è un microorganismo vivente che, ingerito in quantità sufficiente, produce effetti benefici sulla salute di colui che li assume".
Esempi di alimenti (non integratori) che contengono probiotici sono lo yogurt greco minimamente processato, il kefir minimamente processato, il miso, il tempeh, il kimchi, il natto, il tofu specificatamente fermentato (come quello puzzolente) e il Parmigiano reggiano DOP. Tutti questi alimenti sono accomunati dall'essere fermentati.

### Prebiotici
Un prebiotico è un alimento non digeribile che ha effetti benefici sulla salute stimolando selettivamente la crescita o l'attività di uno specifico (o di un numero ristretto) gruppo di batteri del colon.
La definizione di prebiotici secondo la ISAPP è: «substrato che viene utilizzato selettivamente dai microrganismi dell'ospite conferendo un beneficio per la salute».

### Sinbioti
L'uso congiunto di probiotici e prebiotici porta allo sviluppo di alimenti definiti "sinbiotici".
I prodotti sinbiotici possono essere composti ad esempio da un lattobacillo probiotico e da sostanze prebiotiche che favoriscono nello specifico la proliferazione di bifidobatteri, in modo da assicurare un'azione sia nel piccolo intestino (lattobacillo) sia nel colon (prebiotico).
La definizione di simbionte secondo la ISAPP è:« una miscela composta da microrganismi vivi e substrato/i selettivamente utilizzati dai microrganismi ospiti che conferiscono un beneficio per la salute all'ospite».

### Postbiotico

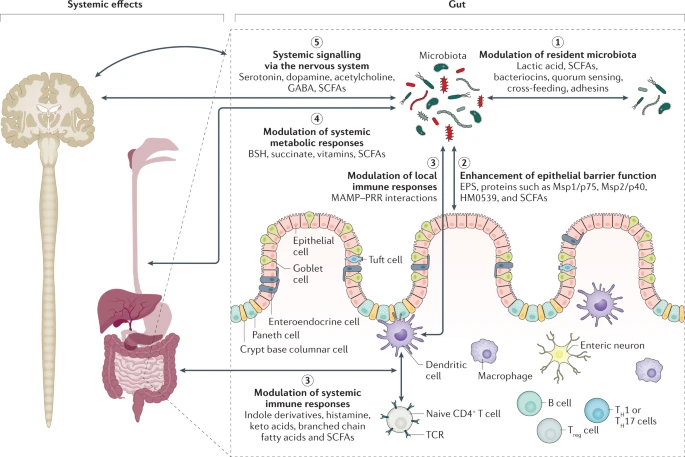
I cinque meccanismi d'azione postulati per l'azione dei postbiotici

Nel 2019, l'International Scientific Association for Probiotics and Prebiotics (ISAPP) ha formulato la definizione di postbiotico definendola così: una «preparazione di microrganismi inanimati e/o dei loro componenti che conferisce un beneficio per la salute all'ospite». I postbiotici efficaci devono contenere cellule microbiche inattivate o componenti cellulari, con o senza metaboliti, che contribuiscono ai benefici per la salute osservati.
Prima della classificazione della ISAPP diversi termini diversi, sinonimi tra loro, sono stati utilizzati nel corso degli anni nella letteratura scientifica per riferirsi a qualche forma di microrganismi inattivati o uccisi: tra cui paraprobiotici, parapsicobiotici, probiotici fantasma, metabiotici, probiotici tindalizzati e lisati batterici.

## Patologie connesse
Le patologie connesse al microbiota sono ancora oggi oggetto di studio, ma da numerose pubblicazioni si evince che a un'alterata composizione del microbiota siano implicate patologie psichiatriche (ad esempio tra le più studiate troviamo il disturbo ansioso) e malattie infiammatorie croniche.
Studi sul microbioma intestinale hanno rivelato che l'alterazione del microbioma si verifica più frequentemente nei pazienti affetti da cancro del colon-retto rispetto alle persone sane. Le alterazioni del microbioma intestinale svolgono un ruolo importante nella progressione e nello sviluppo del cancro del colon-retto.